# Oskar Lenz

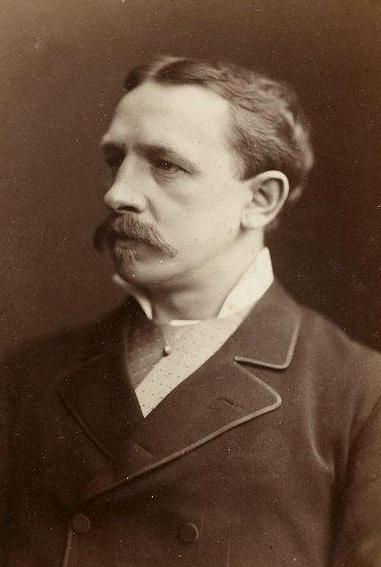
retrato de Oskar Lenz

Oskar Lenz (Leipzig, 13 de abril de 1848 – 1 de Março de 1925) foi um geólogo, mineralogista e explorador alemão.
Em 1870, ele obteve seu doutorado em mineralogia e geologia na Universidade de Leipzig. Em 1872, ele ingressou como voluntário no Serviço Geológico Imperial Austríaco em Viena. Mais tarde, naquele mesmo ano, ele obteve a cidadania austríaca.
Entre 1879 e 1880, ele realizou sua primeira expedição Transaariana, do Marrocos para o Senegal. O principal objetivo dessa expedição era realizar estudos geológicos na região, investigando as possibilidades de encontrar minério de ferro em depósitos subterrâneos. Em 1880, com o seu companheiro Cristobal Benítez, ele tornou-se o quarto Europeu a visitar a lendária cidade de Timbuktu. Os outros, Alexander Gordon Laing (1826), René Caillié (1828) e Heinrich Barth (1853).

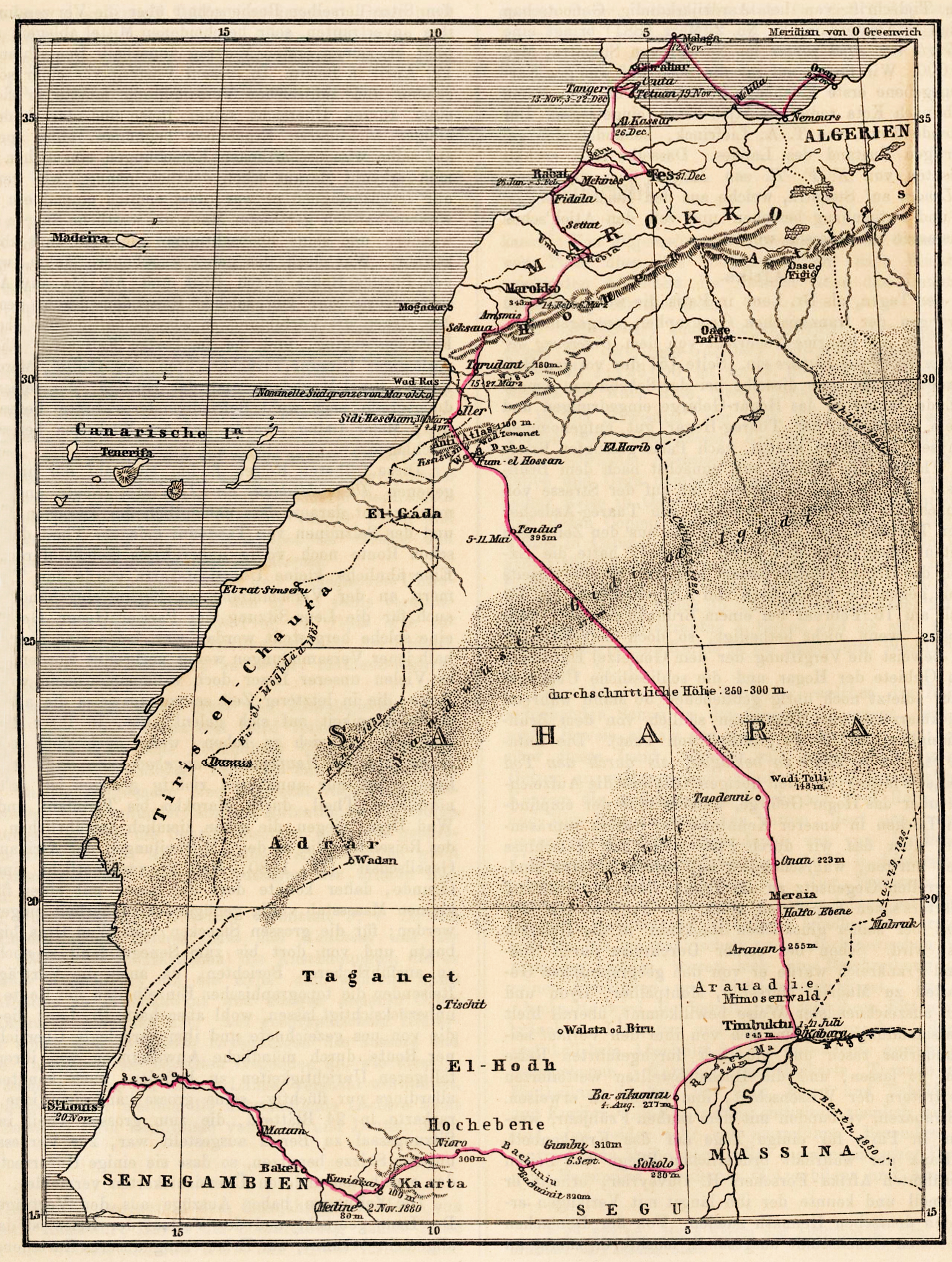
Mapa representando a expedição de Lenz a Timbuktu.

Entre 1885 e 1887 dirigiu o a expedição austro-húngara no Congo, uma missão que envolveu a travessia do continente Africano do Congo, a leste até o Oceano Índico. As razões principais do projeto foram a realização de um levantamento econômico da situação comércio no recém-estabelecido Estado Livre do Congo e para mapear o divisão das águas entre os rios Nilo e o Congo. Nesta expedição, ele foi acompanhada pelo cartógrafo Oscar Baumann (até este sucumbir à doença durante missão) e o ornitólogo Friedrich Bohndorff. Após a conclusão dos seus deveres, na África, ele tornou-se professor na Universidade de Praga (junho de 1887).

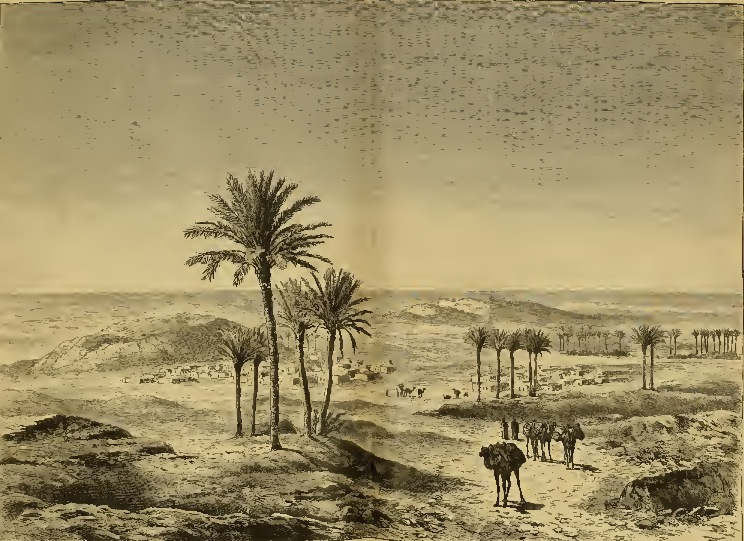
Ilustração de Tindouf Oasis (1880), a partir de "Timbouctou : voyage au Maroc, au Saara et au Sudão".

## Publicações selecionadas
- Ueber das Auftreten Jurassischer Gebilde em Böhmen, (Sobre a ocorrência de Jurassic de construir-se na Boêmia), (1870).
- Skizzen aus Westafrika (Esboços da África Ocidental), (1878).
- [S.l.: s.n.] Em falta ou vazio |título= (ajuda)Em falta ou vazio |title= (ajuda)   Volume 1, Volume 2. Traduzido para o francês em 1886 por Pierre Lehautcourt.
- [S.l.: s.n.] Em falta ou vazio |título= (ajuda)Em falta ou vazio |title= (ajuda)   Gallica: Volume 1, Volume 2.
- Geologische Karte von-Oeste da África, (carta Geológica da África Ocidental), (1882).
- Wanderungen em África (Viagens na África), (1895).
- Ophir und die ruinen von Zimbabye em Südostafrika, Prag, Verlag Des Vereins (Ofir e as ruínas de Zimbábue, no sudeste da África), (1896).[1]